# Certificate of Proficiency in English
Certificate of Proficiency in English (CPE) – najwyższy stopień spośród angielskich certyfikatów językowych, potwierdzający znajomość języka angielskiego na poziomie biegłym, wydawany przez University of Cambridge Local Examinations Syndicate na podstawie testu złożonego z czterech części:
- Reading and Use of English (1 godzina 30 minut) – czytanie ze zrozumieniem i test gramatyczno-leksykalny
- Writing (1 godzina 30 minut) – pisanie
- Listening (40 minut) – słuchanie
- Speaking (ok. 16 minut dla dwóch kandydatów) – mówienie

Za każdą część można uzyskać po tyle samo punktów. Ściślej, wyniki każdej z części są przeskalowywane proporcjonalnie tak, aby każda część była liczona jednakowo.
Na podstawie wyniku testu wydawane są oceny pozytywne A (Very Good), B (Good) i C (Pass), oraz oceny negatywne D i E. Aby zdać egzamin na ocenę C, kandydat musi zdobyć co najmniej 60% wszystkich punktów.
Egzamin jest organizowany w dwóch sesjach: letniej (maj–czerwiec) i zimowej (listopad–grudzień).
Do egzaminu może przystąpić każda osoba, której językiem ojczystym nie jest język angielski.